# Ethan Horvath
Ethan Horvath (Highlands Ranch, 9 de junho de 1995) é um futebolista Norte-americano que atua como goleiro. Atualmente defende o Cardiff City.

## Títulos
Molde
- Eliteserien: 2014
- Copa da Noruega: 2014

Club Brugge
- Jupiler Pro League: 2017–18, 2019–20 e 2020–21
- Supercopa da Bélgica: 2018

Seleção Estadunidense
- Liga das Nações da CONCACAF: 2019–20 e 2023–24